# 2023扬帆远航大湾区音乐会
2023扬帆远航大湾区音乐会是由中央广播电视总台、广东、香港、澳门三地共同主办的一场音乐会，于2023年3月17日在CCTV-1、央广、央视频等多个电视、广播及网络平台播出。压轴歌曲《同心圆》是一首全新创作的关于大湾区的歌曲，由周深演唱，是这首歌的首唱，之后于2023年9月6日作为单曲发布，并成为广州南沙城市形象宣传曲。

## 简介
《2023扬帆远航大湾区音乐会》是扬帆远航大湾区系列音乐会中的一场，由中央广播电视总台、广东省人民政府、香港特别行政区政府、澳门特别行政区政府共同主办，於2023年3月17日晚上20点档，在央视综合频道、综艺频道、音乐频道，央广音乐之声、文艺之声、大湾区之声、香港之声，以及央视新闻、央视频、云听、央视网等平台播出。
主舞台设在广州港南沙港区四期码头，这是目前全球最大的水平布局全自动化码头。广州海事部门提供了安全保障。广州南沙公共资源控股集团有限公司及其下属南沙文体公司参与制作。以“门吊”造型为设计灵感的舞台，大气简约、风格鲜明，科技感、未来感十足，丰富的光效变化为整场音乐会增色不少。音乐会以“我们会更好”为主题，分为《新“城”——我们的奋斗》《新“校”——我们的青春》《新“绿”——我们的家园》《新“港”——我们的未来》四个乐章。。

## 节目单
| 序号 | 节目                 | 演唱                          | 指挥   | 演奏                 |
| ---- | -------------------- | ----------------------------- | ------ | -------------------- |
| 1.   | 《奔腾组曲》         | -                             | 夏小汤 | 王佳男               |
| 2.   | 《家园组曲》         | 万茜 王祖蓝 古淖文            |        |                      |
| 3.   | 《祝福》             | 郁可唯 薛凯琪                 |        | 何琪                 |
| 4.   | 《一个Nice！》       | 大张伟                        |        |                      |
| 5.   | 《时光组曲》         | 扎西顿珠 伍珂玥 黄智毅 刘洋洋 |        |                      |
| 6.   | 《万水千山总是情》   | 黎瑞恩 黄龄                   |        |                      |
| 7.   | 《给所有朋友们的歌》 | 孙楠                          |        |                      |
| 8.   | 《奋斗组曲》         | 钟镇涛 胡夏                   | 夏小汤 | 俞冰 丁晓逵 等       |
| 9.   | 《青春组曲》         | 周笔畅                        |        | 金爵士乐队 等        |
| 10.  | 《热血组曲》         | 吴卓羲 曾比特                 |        | 赵亮 何琪 等         |
| 11.  | 《星海组曲》         | -                             | 夏小汤 | 吕思清 孔祥东 等     |
| 12.  | 《乡愁组曲》         | 陈彼得 吉克隽逸               |        | 华南师范大学音乐学院 |
| 13.  | 《渔舟组曲》         | 曾小敏 梁汉文                 |        | 王弢 万捷旎          |
| 14.  | 《秒针》             | 王赫野 郑希怡                 |        |                      |
| 15.  | 《追梦组曲》         | 林晓峰 许靖韵                 |        |                      |
| 16.  | 《春雨组曲》         | 容祖儿 陳柏宇                 |        |                      |
| 17.  | 《朋友》             | 谭咏麟 李克勤 等              |        | 赵亮 何琪 等         |
| 18.  | 《爱不停息》         | 炎明熹 彭永琛 陈彼得 蔡程昱   |        |                      |
| 19.  | 《同心圆》           | 周深                          | 夏小汤 | 赵亮 何琪 等         |

## 《同心圆》
压轴歌曲《同心圆》，将整场音乐会推向高潮，在社会各界引起广泛关注。
《同心圆》是一首全新創作的歌曲，由瞿琮作词、张帅作曲，以广州南沙为主题，表达了湾区儿女的奋斗之志与美好明天。歌曲由周深现场演唱，夏小汤指挥，并有交响乐团伴奏、合唱团及少儿合唱团伴唱、舞蹈团伴舞。歌曲间奏穿插不同人讲述自己的心声及梦想，并伴有烟花绽放。
广州市南沙区的e南沙网评论：“周深用清澈动人的嗓音演唱歌曲《同心圆》，将整场音乐会推向高潮。”
CCTV-3《中国文艺报道》栏目报道这首歌曲：“唱响无数湾区儿女的梦想，在歌声中勾画出一派奋进新征程、圆梦美好未来的感人气象”。周深说“舞台非常大气，而且是充满希望的一个舞台”。
2023年8月13日，广东卫视播出的《飞越广东·高质量发展》第五期《南沙，湾区之心》节目中，周深说：“压轴的不是我，是南沙，是《同心圆》这首歌……作为歌手，很幸运遇见这首歌……”，“它不仅写了我们肉眼可以看到的一些美丽的景色，也写了从心去出发的一些感情的部分，包括南沙的奋斗精神，以及大湾区的团结力量”。
2023年9月6日， 歌曲《同心圆》录音室版本作为单曲发布，同时发布的还有歌曲MV。MV中有周深演唱的镜头，以及粤港澳大湾区、广州、南沙的美丽景色。同时，这首歌成为“广州南沙城市形象宣传原创歌曲”。
单曲《同心圆》及其MV获得腾讯音乐由你榜周榜冠军、传播度第一、畅销度第一、推荐度第一、QQ音乐巅峰MV内地榜周榜冠军、总榜周榜冠军的好成绩。此外亦获得了网易云音乐及酷我音乐两个榜单的日榜冠军。周深因《同心圆》等三首歌曲再次刷新了腾讯音乐由你榜夺冠单曲最多歌手及夺冠次数最多歌手两项纪录。
2023年9月25日，歌曲《同心圆》收录于《广州南沙城市形象宣传优秀原创作品》录音室专辑。
| 周榜（2023年）                   | 峰值 |
| -------------------------------- | ---- |
| 中国（腾讯音乐由你榜）           | 1    |
| 中国（腾讯音乐由你榜传播度）     | 1    |
| 中国（腾讯音乐由你榜畅销度）     | 1    |
| 中国（腾讯音乐由你榜推荐度）     | 1    |
| 中国（QQ音乐MV总榜）             | 1    |
| 中国（QQ音乐MV内地榜）           | 1    |
| 中国（酷狗音乐内地榜）           | 4    |
| 中国香港（亚洲流行音乐榜华语榜） | 9    |

| 月份榜（2023年）       | 峰值 |
| ---------------------- | ---- |
| 中国（腾讯音乐由你榜） | 5    |

| 年榜（2023年）                               | 峰值     |
| -------------------------------------------- | -------- |
| 中国（央广华语音乐打歌中心2023年度音乐报告） | 百名之内 |

### 奖项
| 年份 | 颁奖机构                   | 奖项                           | 结果 |
| ---- | -------------------------- | ------------------------------ | ---- |
| 2024 | 腾讯音乐由你榜2023年度榜单 | 由你榜年度推广曲TOP2《同心圆》 | 獲獎 |

## 影响
根据酷云电视直播数据，节目收视率位居全网第一。播出后至第二天上午10时，节目全网播放量超过2250万，全网热搜热榜32个，相关话题阅读量破2.6亿。在微博，位居综艺影响力榜TOP1。